# Misogínia

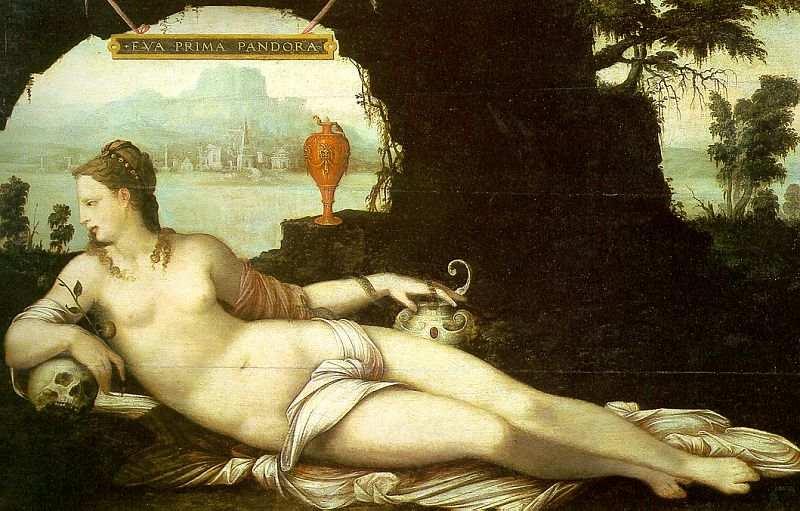
Eva Prima Pandora, de Jean Cousin (Louvre). Eva és representada com a Pandora, origen dels mals

Misogínia prové del grec μισογυνία, i significa aversió i menyspreu a les dones.
És una forma de violència masclista que es basa en l’aversió, l’odi, el menyspreu, la denigració o la cosificació de les dones i tot allò representat per la condició femenina. A diferència del sexisme i del masclisme, la misogínia no defensa la superioritat de l’home sobre la dona sinó la necessitat d’aquest d’alliberar-se de la dependència i la influència femenines.
Els misògins consideren les dones com un ens aberrant que rebutgen i detesten. La misogínia es pot manifestar de diverses maneres, que inclouen denigració, discriminació, violència contra la dona, cultura de la violació i l'objectificació sexual de la dona.

## Context històric
La misogínia va existir en moltes de les mitologies del món antic, així com en la majoria de les religions monoteistes. En la tradició cristiana hi ha l'apòstol Pau de Tars conegut per la seva frase «que les dones callin a les assemblees» i Agustí d'Hipona per no voler cap dona en sa casa, ni sa mare ni sa germana, per no riscar perdre la seva puresa d'esperit. La misogínia de l'Islam és documentada, sigui d'origen, sigui per interpretacions fundamentalistes posteriors. A més, molts pensadors influents van publicar teories misògines. Al dia a dia hi ha, entre d'altres, l’estratègia misògina de crear expectativa al voltant del deteriorament físic de les dones famoses.
La misogínia ha estat considerada com un retard cultural arrelat al concepte de superioritat masculina, segons el qual el rol de la dona és dedicar-se exclusivament a la llar i a la reproducció; tanmateix, el misogin no es mostra partidari del masclisme i el predomini de l'home sobre el de la dona. Els misògins creuen que l'home s'ha d'alliberar totalment del gènere femení i, per tant, portar una vida generalment basada en el celibat i gairebé en un estat d'ascesi. Arthur Schopenhauer, un dels més grans filòsofs del segle xix, expressa la seva misogínia d'aquesta manera:
| «                     | […] quant més noble i perfecte és un ésser, més tardat i lent és a arribar a la maduresa. Un home difícilment no arriba a la maduresa de la seva potència raonadora i les seves facultats mentals abans dels vint-i-vuit anys, mentre que una dona ho fa als divuit […] | » |
| — Arthur Schopenhauer | |   |

Gairebé tots els estatuts de vida han estat complements d'una societat masclista i no com a misògina.
 La misogínia té una arrel lligada al pessimisme i al corrent misantrop de la filosofia. La majoria de misògins tendeixen a la misantropia, és a dir, no sols senten menyspreu pel gènere femení, sinó per la humanitat en general.